# 渡边圣太
渡边圣太（日语：／ Watanabe Seita，2000年12月25日—），福岛县福岛市人，日本男子网球运动员。
渡边圣太在2023年日本网球公开赛上首次参加ATP巡回赛正赛，此前他与柚木武作为幸运落败者一起进入双打正赛。渡边在2025年澳网以外卡身份进入双打正赛后首次亮相大满贯正赛。